# DOMREP
La Missione del Rappresentante del Segretario Generale delle Nazioni Unite nella Repubblica Dominicana (DOMREP abbr. dall'inglese Mission of the Representative of the Secretary General in the Dominican Republic) fu una missione delle Nazioni Unite decisa dal Consiglio di Sicurezza delle Nazioni Unite con la risoluzione 203 del 1965.
Dopo l'invasione americana del paese che defenestrò il presidente democraticamente eletto Juan Bosch Gavino, il Consiglio di Sicurezza decise di mandare un contingente che assicurasse l'ordine e la sicurezza nel paese per indire nuove elezioni, con l'amministrazione temporanea del rappresentante del Segretario generale, José Antonio Mayobre.
La missione terminò nell'ottobre 1966.
Il numero dei partecipanti fu di 2 osservatori militari a rotazione.
I paesi che inviarono osservatori militari furono: Brasile, Canada ed Ecuador.